# Philip Howard, Bá tước thứ 13 xứ Arundel
Philip Howard, Bá tước thứ 13 xứ Arundel (28 tháng 6 năm 1557 – 19 tháng 10 năm 1595) là một quý tộc người Anh. Ông được Giáo hoàng Paul VI phong thánh vào năm 1970, là một trong 40 vị thánh tử đạo của Anh và xứ Wales. Philip Howard chủ yếu sống dưới thời trị vì của Nữ hoàng Elizabeth I; ông bị buộc tội là người Công giáo, bỏ nước Anh không phép và tham gia vào các âm mưu của Dòng Tên. Vì điều này, ông được gửi đến Tháp Luân Đôn vào năm 1585. Howard đã ở đó trong 10 năm cho đến khi qua đời vì bệnh kiết lỵ.